# Верхний Кинель
Верхний Кинель — поселок в Похвистневском районе Самарской области в составе сельского поселения Подбельск.

## География
Находится на левобережье реки Большой Кинель на расстоянии примерно 23 километра по прямой на запад-юго-запад от районного центра города Похвистнево.

## Население
Постоянное население составляло 72 человека (русские 85 %) в 2002 году, 74 в 2010 году.